# لئونور اویارزون
لئونور اویارزون (انگلیسی: Leonor Oyarzún؛ زادهٔ ۱۰ مارس ۱۹۱۹ – درگذشته ۲۱ ژانویه ۲۰۲۲) بانوی اول سابق اهل شیلی بود. او در ۱۰ مارس ۲۰۱۹، ۱۰۰ ساله شد.